# Provincia di Datem del Marañón
La provincia di Datem del Marañón è una provincia del Perù, situata nella regione di Loreto. Fu creata con la legge N. 28593 il 2 agosto 2005 separando 6 distretti della provincia di Alto Amazonas.

## Province confinanti
La provincia confina a nord con l'Ecuador, ad est con la provincia di Loreto e la provincia di Alto Amazonas, a sud con la regione di San Martín e ad ovest con la regione di Amazonas.

## Geografia antropica

### Suddivisioni amministrative
La provincia è suddivisa in sei distretti:
- Andoas
- Barranca
- Cahuapanas
- Manseriche
- Morona
- Pastaza